# Tibouchina exasperata
Tibouchina exasperata är en tvåhjärtbladig växtart som beskrevs av Célestin Alfred Cogniaux. Tibouchina exasperata ingår i släktet Tibouchina och familjen Melastomataceae. Inga underarter finns listade i Catalogue of Life.